# Tramwaje w Kielcach
Tramwaje w Kielcach – niezrealizowany system komunikacji tramwajowej w Kielcach.

## Historia

### Okres międzywojenny
Pierwsze pomysły budowy w Kielcach sieci tramwajowej pojawiły się już na przełomie lat 20. i 30. XX wieku. 25 września 1928 r. przedsiębiorstwo „Elektrownia w Kielcach – Spółka Akcyjna”, mając na celu zwiększenie możliwości zbytu energii elektrycznej, złożyło prezydentowi miasta ofertę budowy i eksploatacji linii tramwajowej w mieście. Propozycja obejmowała budowę trakcji od centrum miasta do Chęcin, z jednym odgałęzieniem w kierunku Stadionu. Łączna długość torów miała wynieść 18 km. Zaproponowano utworzenie spółki „Kolej elektryczna Kielce – Chęciny” zajmującej się budową i eksploatacją tramwaju. Po 25 latach spółka miała przekazać nieodpłatnie cały wykorzystywany sprzęt na rzecz miasta.
Propozycja wywołała dyskusję nad sensownością budowy i przebiegiem trakcji. Wśród przeciwników tramwaju przeważały opinie, iż jest to przestarzały środek komunikacji, hamujący ruch w mieście. Zwolennicy przekonywali, że tramwaje pozwolą skomunikować ze sobą odległe dzielnice Kielc, co rozwiąże problemy mieszkaniowe miasta, pozwoli również zmniejszyć bezrobocie poprzez zatrudnienie mieszkańców przy budowie.
Rozmowy trwały 16 miesięcy. Ponieważ sporządzone plany inwestycyjne wykazały, że koszt tej linii musiałby pochłonąć więcej niż 3 mln zł, na co elektrownia w ciężkim, kryzysowym roku 1930 nie mogła sobie pozwolić, 21 stycznia 1930 r. zmieniono koncepcję przebiegu linii. Zdecydowano o zbudowaniu jedynie miejskiej trasy, o łącznej długości 6 km oraz zajezdni na miejskim gruncie pod Stadionem o powierzchni 1½ morgi, dostarczonym bezpłatnie przez miasto. Pierwsza linia długości 4 km miała przebiegać od dworca kolejowego ulicami Sienkiewicza, Hipoteczną, Seminaryjską, Wesołą, 3 Maja aż do planowanej remizy tramwajowej. Krótsza trasa, długości 2 km planowana była ulicami Starozagnańską (Okrzei), Starowarszawską (Piotrkowską), Focha (Buczka), Chęcińską do bocznicy koło Kadzielni.
Przygotowania do budowy pierwszej linii były dość zaawansowane. Tramwaje miały funkcjonowć w godzinach 7-22. Planowana prędkość tramwaju miała wynosić 15 km/h (podawana jest też prędkość 12–13 km/h), a częstotliwość kursów co 15 min. Opracowano położenie przystanków (co 350 m), taryfę, regulaminy ruchu, a także specyfikację techniczną linii. Plany te zostały jako „projekt umowy koncesyjnej” zatwierdzone uchwałą Rady Miasta z 30 marca 1930 r. Koszt inwestycji obliczono na ok. 2,5 mln zł. Do budowy i eksploatacji miało być powołane specjalne przedsiębiorstwo pod nazwą „Tramwaje Kieleckie SA” z kapitałem 500 tys. zł. Przez 25 lat miasto miało od niego otrzymywać 50% zysków, a po upływie tego okresu przejąć cały jego majątek na własność. Za wyjednanie koncesji elektrownia godziła się zasilić kasę miejską bezzwrotną pożyczką w sumie 500 tys. zł.
Pomimo zaawansowania prac, budowa jednak nie doszła do skutku. W liście z dnia 3 lutego 1931 r. do władz miasta elektrownia wycofała się z budowy linii tramwajowej. Jako powód podano ogólnokrajowy kryzys gospodarczy, wobec którego budowę uznano za nierealną.

### Lata PRL-u
Do koncepcji powrócono w latach 80. XX w. W 1985 roku w kieleckim oddziale NOT przygotowano projekt szybkiego tramwaju, wtedy też zaplanowano przebieg tras. Powstać miały trzy linie, oznaczone kolorami. Linia czerwona miała łączyć najdalej wysunięte krańce miasta (osiedle Ślichowice i Dąbrowę). Linia zielona zaczynałaby się w centrum i prowadziła do Cedzyny, natomiast linia niebieska dotarłaby do Barwinka. Pomysł jednakże porzucono ze względu na kryzys gospodarczy w kraju. Niemniej jednak miejsce na torowisko pozostawiono na ulicach łączących centrum ze Ślichowicami.

### XXI wiek
Pomysł powrócił w 2004 roku, kiedy pojawiło się nowe źródło finansowania inwestycji, a mianowicie fundusze strukturalne z Unii Europejskiej. Władze miasta nawiązały współpracę z Politechniką Świętokrzyską, Naczelną Organizacją Techniczną oraz Tramwajami Warszawskimi w sprawie opracowania aktualnego projektu systemu komunikacji tramwajowej. Projektem zainteresowane były również firmy z Niemiec. Prawdopodobnie przebieg pierwszej linii oparty byłby o projekt linii czerwonej z lat 80. XX wieku (połączenie osiedli Ślichowice i Na Stoku).
Na parkingu przy Kieleckim Centrum Kultury w latach 2005–2006 stał wagon Konstal 105Ng. Został on wylicytowany za kwotę 4400 zł podczas XIII finału Wielkiej Orkiestry Świątecznej Pomocy przez kielecką firmę Busferie. Wagon pochodził z MPK Kraków, nr taborowy 677.
W styczniu 2020 r. z propozycją wprowadzenia tramwajów w Kielcach wystąpił Instytut Sobieskiego.

## Stan obecny
Pomimo zainteresowania, prace nad budową pierwszej linii są zawieszone. Budowa systemu tramwajowego nie została ujęta w Wieloletnim Programie Inwestycyjnym Kielc na najbliższe lata. Przy przebudowie ulic rzadko są pozostawiane szerokie pasy zieleni, którymi możliwe byłoby poprowadzenie torowiska. Władze miasta stawiają na usprawnienie komunikacji autobusowej, głównie poprzez inwestowanie w nowy tabor oraz budowę wydzielonych buspasów.